# دوقلوی به‌هم‌چسبیده
دوقلوی مقترن یا دوقلوی به‌هم‌چسبیده نوعی دوقلوی همسان است که به صورت درون‌رحمی به یکدیگر متصل هستند. این پدیدهٔ نادر دارای احتمالی میان ۱ مورد در هر پنجاه هزار تولد تا ۱ مورد در هر دویست هزار تولد است و بیشتر در آفریقا و آسیای غربی مشاهده می‌شود.
بیش از نیمی از دوقلوهای مقترن، زایمان مرده می‌گردند، یعنی پیش از تولد، در رَحِم می‌میرند. تنها یک‌چهارم دوقلوهای مقترن شرایط امتداد حیات را دارا خواهند بود. از دیدگاه آماری، دوقلوهای مقترن دارای جنسیت مؤنث بیش از سه برابر جنسیت مذکر تولد می‌یابند. عمده‌ترین دلیل رخداد این نوع پدیده، جهش یا اختلال در میوز است.
دوقلوهای مقترن به دو دسته بزرگ امتزاج‌پذیر و امتزاج‌ناپذیر تقسیم می‌شوند. موارد امتزاج‌پذیر می‌توانند از طریق عمل جراحی از یکدیگر جدا شوند. اما موارد امتزاج‌ناپذیر به علت برخورداری از ارگانهای حیاتی مشترک به شکلی که امکان پیوند نیز موجود نباشد یا حساسیت ناحیه اتصال (مثلاً مغز) امکان جداسازی آنان از طریق عمل جراحی وجود ندارد.
بر اساس قوانین کشور آلمان، دوقلوهای مقترن امتزاج‌ناپذیر یک نفر محسوب می‌شوند.

## انواع

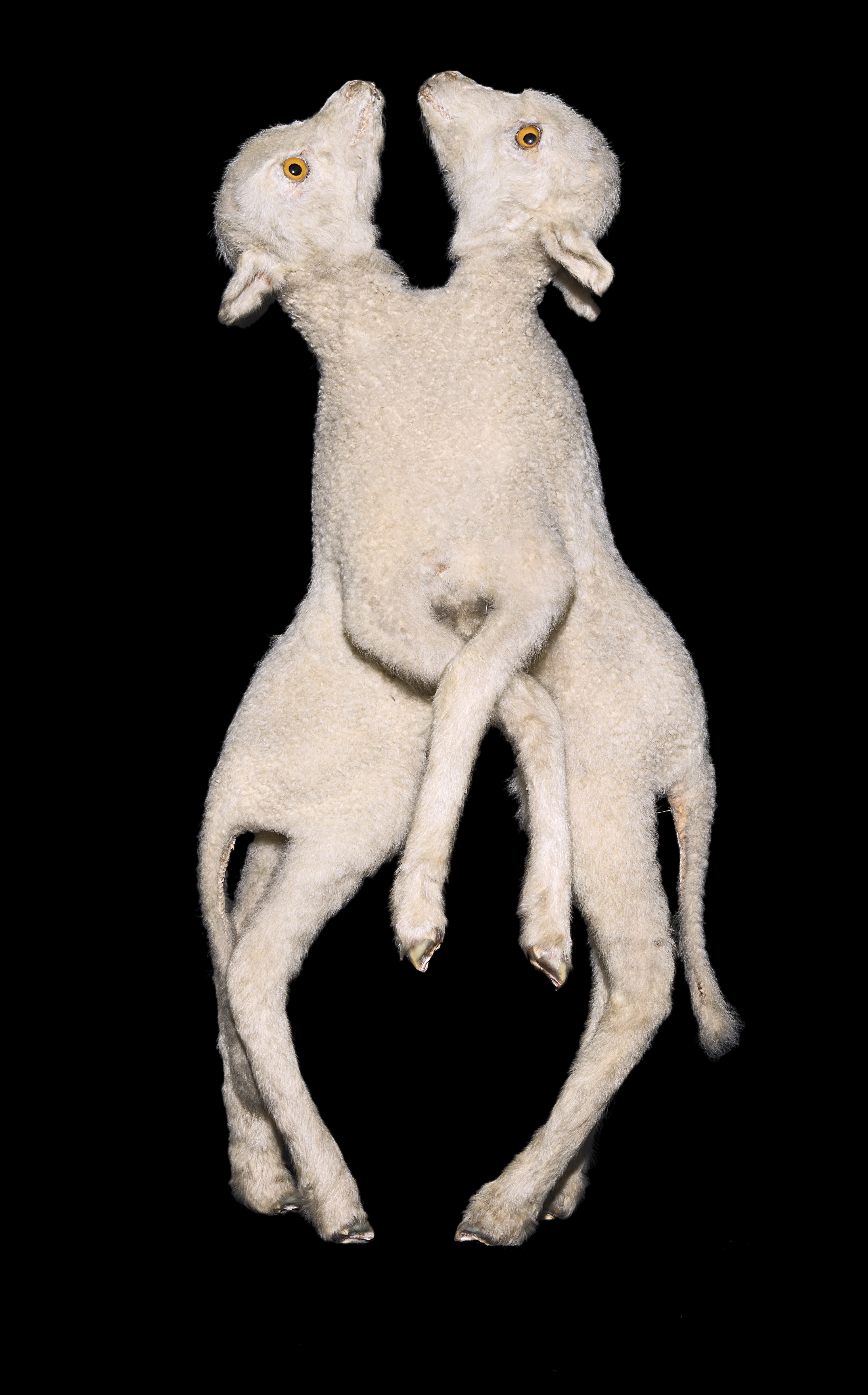
بره‌های دوقلوی به‌هم‌چسبیده در موزه تولوز، فرانسه

- توراکو اومفالوپاگوس: این نوع دوقلوهای مقترن با نزدیک به ۲۸ درصد فراوانی، بزرگ‌ترین جامعه این افراد را تشکیل می‌دهند. در این نوع بهم‌چسبیدگی، افراد از بالای قفسه سینه تا نیمه پایینی قفسه سینه به هم چسبیده‌اند و عمدتاً یک قلب و کبد مشترک دارند.
- توراکوپاگوس: (۱۸٬۵ درصد فراوانی) این افراد از قفسه سینه و ستون فقرات به هم چسبیده‌اند و دارای یک قلب مشترک هستند.
- اومفالوپاگوس: (۱۰ درصد فراوانی) این افراد از نیم‌تنه پایینی قفسه سینه مقترن هستند و بر عکس دو مورد بالا دارای دو قلب مجزا هستند، اما از یک کبد مشترک استفاده می‌نمایند.
- دوقلوهای انگلی: (۱۰ درصد فراوانی) در این موارد یکی از افراد دارای رشدیافتگی کمتر است و برای بقا به فرد دوم نیازمند است.